# Narasannapeta
Narasannapeta är en ort i Indien.   Den ligger i distriktet Srīkākulam och delstaten Andhra Pradesh, i den sydöstra delen av landet, 1 300 km sydost om huvudstaden New Delhi. Narasannapeta ligger 31 meter över havet och antalet invånare är 24 267.
Terrängen runt Narasannapeta är platt. Runt Narasannapeta är det tätbefolkat, med 442 invånare per kvadratkilometer. Närmaste större samhälle är Amudālavalasa, 14,9 km väster om Narasannapeta. Trakten runt Narasannapeta består till största delen av jordbruksmark.